# Kolkî, Manevîci
Kolkî (în ucraineană Колки) este o așezare de tip urban din raionul Manevîci, regiunea Volînia, Ucraina. În afara localității principale, nu cuprinde și alte sate.

## Demografie
Componența lingvistică a așezării de tip urban Kolkî
     Ucraineană (98,31%)
     Rusă (1,41%)
     Alte limbi (0,16%)
Conform recensământului din 2001, majoritatea populației așezării de tip urban Kolkî era vorbitoare de ucraineană (98,31%), existând în minoritate și vorbitori de rusă (1,41%).